# Český svaz juda
Český svaz juda o.s. (ČSJu) je národní sportovní svaz zastřešující české judisty. Je členem Mezinárodní judistické federace (IJF), Evropské unie juda (EJU), Českého olympijského výboru (ČOV) a České unie sportu (ČUS).

## Historie
Československý svaz Jiu-Jitsu byl založen 3. dubna 1936 a jeho prvním předsedou se stal jeho neúnavný propagátor a významný československý přírodovědec prof. Dr. František Smotlacha. Prozatímním členem EJU se stal od roku 1953, převzal také její pravidla a vzniklo reprezentační družstvo mužů pod vedením Adolfa Lebedy.
Československý svaz judo do roku 1993.
Na valné hromadě Českého svazu juda v březnu 1993 byl zvolen prezidentem svazu Ing. Petr Jákl a předsedou výkonného výboru Josef Balcar. Československý svaz judo formálně ukončil svou činnost dne 3.4.1993, když kongres EJU v tento den přijal za řádné členy Český svaz judo a Slovenský svaz judo.

## Předsedové
- 1936 až 1943 prof. Dr. František Smotlacha
- 1943 až 1948 Dr. Ludvík Reimann
- 1948 až 1950 Mudr. Bedřich Krákora
- 1950 až 1978 Ladislav Pikhart
- 1978 až 1985 Ing. Jan Mrákota
- 1985 až 1992 Ing. Jan Vacek
- 1993 Ing. Petr Jákl

## Členská základna
- 1955: 1500 členů v 57 oddílech
- 1960: 4000 členů v 90 oddílech
- k 31.12.1992 měl český a slovenský svaz judo 24500 členů organizovaných ve 282 oddílech
- Český svaz juda evidoval 1.1.1993 celkem 19857 členů ve 238 oddílech a klubech juda

## Organizační struktura
- Shromáždění delegátů (schází se 1x za 4 roky, složené z členů ČSJu)
- Plénum (schází se nejméně 2x do roka, složené z předsedů krajů a členů výkonného výboru)
- Výkonný výbor (schází se dle potřeby, složen z představenstva, předsedů odborných komisí, předsedy kontrolní komise, generálního sekretáře a svazového trenéra)
- Představenstvo (schází se dle potřeby, složeno z předsedy ČSJu a dvou místopředsedů ČSJu)
- Odborné komise
  - Sportovně technická komise
  - Trenérsko metodická komise
  - Hospodářská komise
  - Komise rozhodčích
  - Kolegium DANů
- Disciplinární komise
- Kontrolní komise
- Rozhodčí komise

## Ocenění judistů
- Síň slávy ČSJu
- Judista roku